# タオディエン駅
タオディエン駅（ベトナム語：Ga Thảo Điền / Ga 草田?）はベトナム社会主義共和国ホーチミン市トゥドゥック市に位置するホーチミン地下鉄の駅である。

## 路線
ホーチミン地下鉄
1号線

## 隣の駅
ホーチミン地下鉄
1号線
タンカン駅 - タオディエン駅 - アンフー駅